# Ted Scott
Theodore Scott, znany także jako Ted Scott (ur. 19 czerwca 1985 w Columbus) – amerykański koszykarz występujący na pozycji rzucającego obrońcy.
W sezonie 2009/2010 występował w Sportino Inowrocław. 15 grudnia 2009 zwolniony z inowrocławskego klubu. Następnie reprezentował barwy ukraińskiego zespołu Ferro-ZNTU Kijów. W sezonie 2010/2011 zawodnik Kotwicy Kołobrzeg. Po roku gry w barwach zespołu z Pomorza odszedł do portugalskiej drużyny koszykarskiej Benfiki Lizbony.

## Osiągnięcia
Na podstawie, o ile nie zaznaczono inaczej.
Drużynowe
- Mistrz Portugalii (2012)
- Brąz ligi ukraińskiej (2010)
- Zdobywca pucharu António Pratas Trophy (2012)

Indywidualne
- Uczestnik:
  - meczu gwiazd PLK (2011)
  - konkursu wsadów (2011)
- Lider strzelców PLK (2011)

## Statystyki podczas występów w PLK
- Sezon 2009/2010 (Sportino Inowrocław): 12 meczów (średnio 20,3 punktu, 2,3 zbiórki oraz 1,4 przechwytu w ciągu 27,3 minuty)
- Sezon 2010/2011 (Kotwica Kołobrzeg): 20 meczów (średnio 25,4 punktu, 4,4 zbiórki oraz 1,2 przechwytu w ciągu 34,5 minuty)